# Johnny Eager
Johnny Eager (Brasil: Estrada Proibida ) é um filme norte-americano de 1941, do gênero noir, dirigido por Mervyn LeRoy  e estrelado por Robert Taylor e Lana Turner.